# Burg Neuhausen (Offenberg)
Die Burg Neuhausen ist eine abgegangene mittelalterliche Turmhügelburg (Motte) (heute im Bereich von Haus Nr. 3) unmittelbar westlich der Kirche von Neuhausen, einem Ortsteil der Gemeinde Offenberg im Landkreis Deggendorf in Bayern. Die Anlage wird als Bodendenkmal unter der Aktennummer D-2-7143-0055 im Bayernatlas als „Turmhügel des Mittelalters“ geführt.

## Beschreibung
Von der ehemaligen Mottenanlage ist noch der rundliche Turmhügel erhalten. Er hat die Ausmaße von ca. 20 × 25 m im Durchmesser und 2,5 bis 3,5 m Höhe. Der ehemals umlaufende Graben ist im Osten gegen die Kirche noch am besten ausgeprägt.